# جيرمين تايلور
جيرمين تايلور (بالإنجليزية: Jermain Taylor) مواليد 11 أغسطس 1978 في ليتل روك، الولايات المتحدة، هو ملاكم أمريكي يصنف ضمن فئة وزن فوق المتوسط. حقق بطولة رابطة الملاكمة العالمية وبطولة المجلس العالمي للملاكمة وبطولة الاتحاد الدولي للملاكمة وبطولة منظمة الملاكمة العالمية. شارك في دورة الألعاب الأولمبية الصيفية.

## إحصائيات
خاض خلال مسيرته 38 نزالا، فاز في 33 وتعادل في 1 وخسر في 4. فاز بالضربة القاضية في 20 نزالا.

## الميداليات
| الميدالية | المسابقة                       |
| --------- | ------------------------------ |
| برونزية   | الألعاب الأولمبية الصيفية 2000 |

## وصلات خارجية
- جيرمين تايلور على موقع بوكس ريك (الإنجليزية) (registration required)
- جيرمين تايلور على موقع أوليمبيديا (الإنجليزية)

- الموقع الرسمي